# Écriture scolaire
 (janvier 2018).
Si vous disposez d'ouvrages ou d'articles de référence ou si vous connaissez des sites web de qualité traitant du thème abordé ici, merci de compléter l'article en donnant les références utiles à sa vérifiabilité et en les liant à la section « Notes et références ».
Une écriture scolaire ou écriture d’apprentissage est un modèle d’écriture manuscrite utilisée pour l’enseignement de l’écriture et de la lecture. 

## Types
Aujourd’hui, les écritures scolaires sont principalement cursives, liées (dites écriture cursive) ou non liées (dites écriture scripte, imitant le caractère imprimé sans empattements) selon le contexte scolaire. Celles-ci sont utilisées dans les livres ou cahiers d’écriture. Dans certains pays ou régions celles-ci sont uniformisées dans le système scolaire.

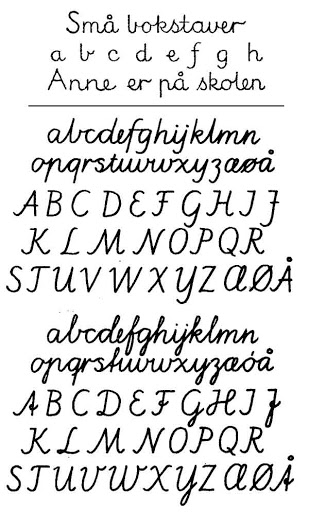
Formskrift.
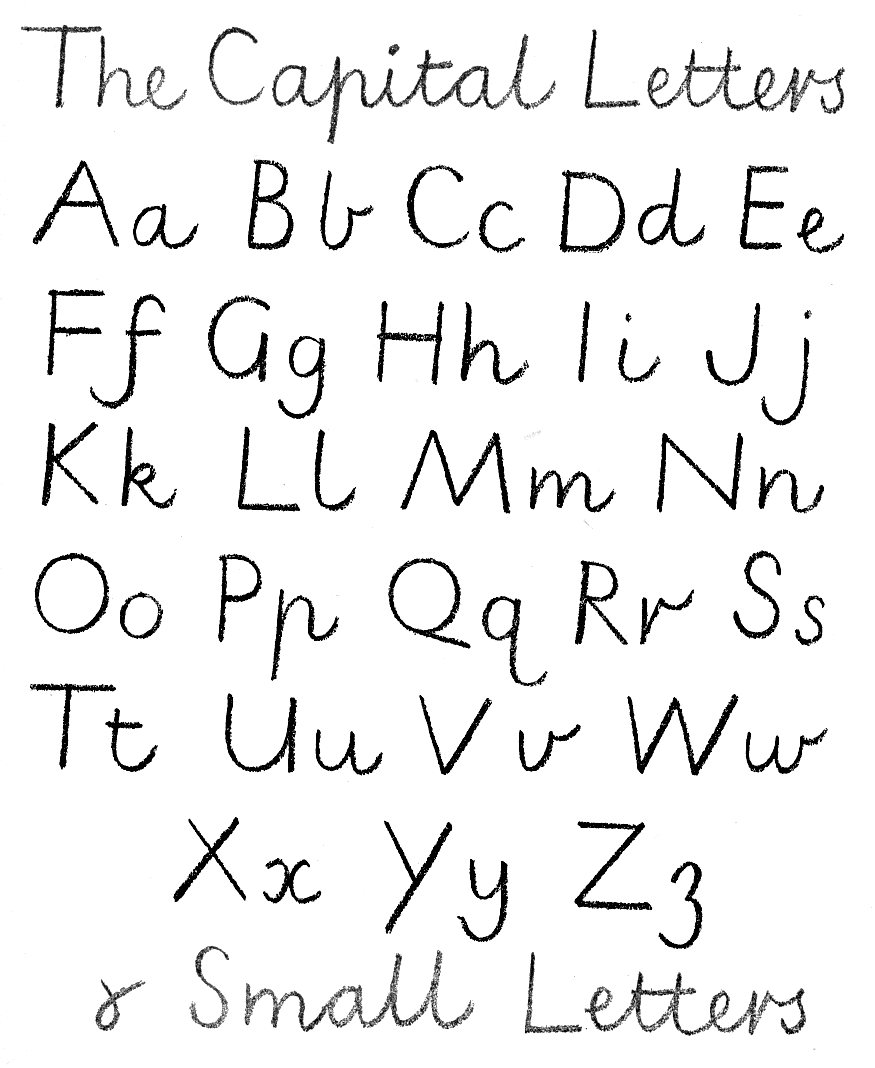
Alphabet de Marion Richardson.
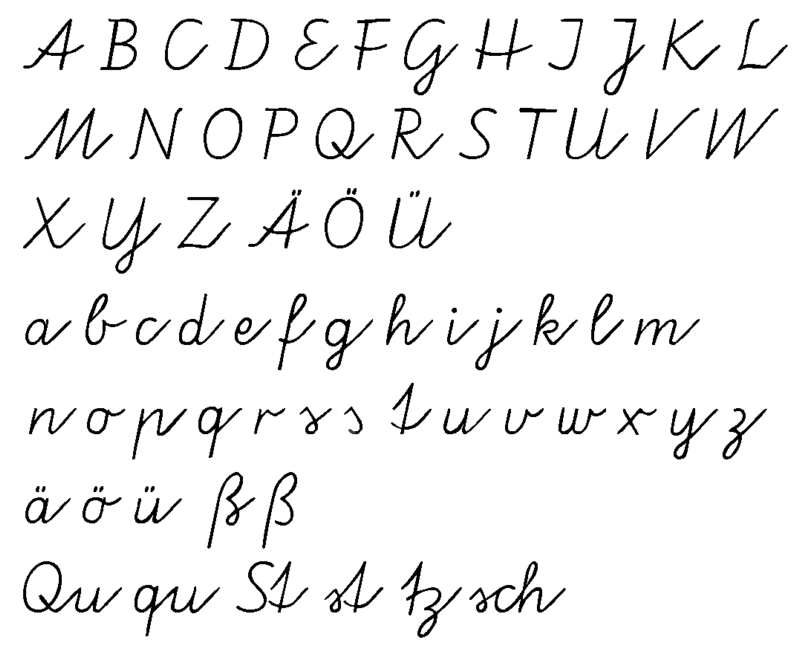
Vereinfachte Ausgangsschrift.

Quelques écritures scolaires :
- écritures françaises
  - Modèles d’écriture scolaire A et B
  - ronde (française)
- écritures anglaises
  - scripte
  - ronde anglaise, dite « anglaise » ou « cursive »
  - Sassoon (en)
- écritures allemandes
  - Grundschrift
  - Kurrent
  - Offenbacher (de)
  - Écriture scolaire suisse (de)
  - Schulausgangsschrift (de)
  - Schulschrift autrichienne
  - Sütterlin
  - vereinfachte Ausgangsschrift (de)
- écritures américaines
  - Barchowsky Fluent Handwriting
  - D’Nealian
  - Getty-Dubay Italic
  - Library hand (en)
  - Palmer Method (en)
  - Écriture spencérienne
  - Méthode Zaner-Bloser (en)
- écritures italiennes
  - Alfabeto corsivo
  - SMED
- écritures néerlandaises (Belgique ou Pays-Bas)[1]
  - Broeders-Schneider
  - D’Haese
  - Dijkstra
  - Malmberg
  - NEN 2296, Handschrift voor het lager onderwijs - Schrijfletters en cijfers[2]
  - Pennenstreken
  - Sierlijk en vlot
  - Tazelaar
  - Van In
- écritures scandinaves
  - Formskrift
- écritures tchèques
  - Comenia Script (cs)